# Рахман (село)
Рахман (рум. Rahman) — село у повіті Тулча в Румунії. Входить до складу комуни Касімча.
Село розташоване на відстані 176 км на схід від Бухареста, 59 км на південний захід від Тулчі, 75 км на північ від Констанци, 72 км на південь від Галаца.

## Населення
За даними перепису населення 2002 року у селі проживали 375 осіб, усі — румуни. Усі жителі села рідною мовою назвали румунську.